# 由良香
由良香（ゆらか）は日本の女性声優。主にアダルトゲームに声をあてている。

## 出演

### アダルトゲーム
- 終末少女幻想アリスマチック（月瀬小夜音）
- 塵骸魔京（風のうしろを歩むもの）
- キャラメルBOX やるきばこ2 エピソードV:やるきねこの逆襲（月瀬小夜音、霧生紅雪）

### オーディオドラマ
- オーディオドラマ あの空の向こう側（2005年、水上翠[1]）